# Балтас (озеро)
Ба́лтас (лит. Baltas) — озеро в Лабанорском региональном парке, восточная Литва. Расположено на территории Лабанорского староства в северо-западной части Швенчёнского района. Исток реки Лукняле (Лукна).
Лежит на высоте 148,2 метров над уровнем моря, в 4 км восточнее местечка Лабанорас. Озеро длинное и узкое, вытянуто с запада на восток. Длина Балтаса 3,2 км ширина до 0,3 км. Площадь водной поверхности — 0,65 км² (по другим данным — 0,67 км²). Береговая линия извилистая, её протяжённость составляет 7,4 км. Наибольшая глубина составляет 15,4 метра, средняя — 6 метра. Площадь водосборного бассейна — 5,3 км².
Окружено лесами. Населённых пунктов на берегу озера нет. Берега высокие, крутые. Прибрежье песчаное. Сток осуществляет в расположенное южнее озеро Индраяй, относящееся к бассейну Жеймены.

## Галерея

Озеро Балтас.
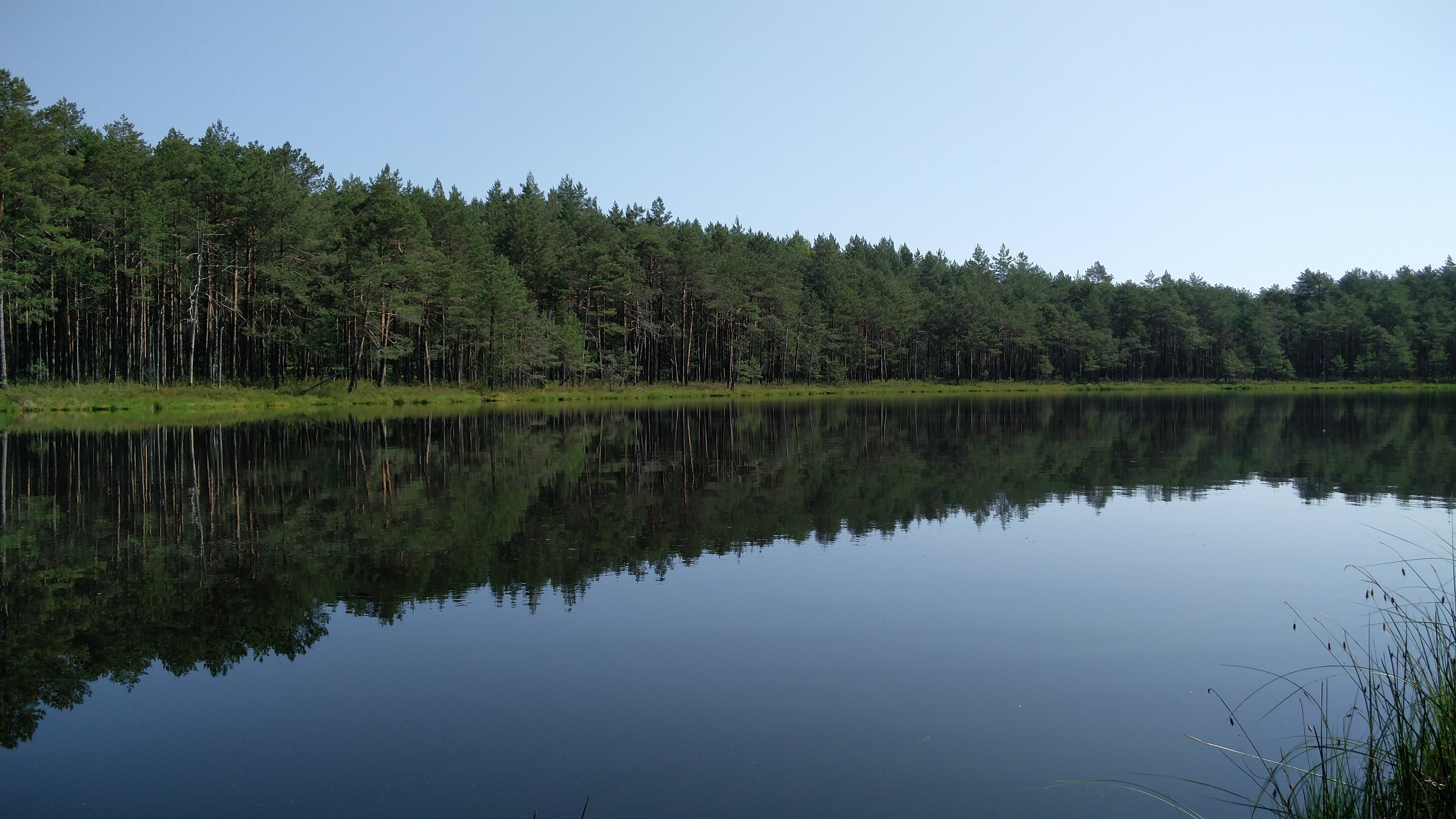
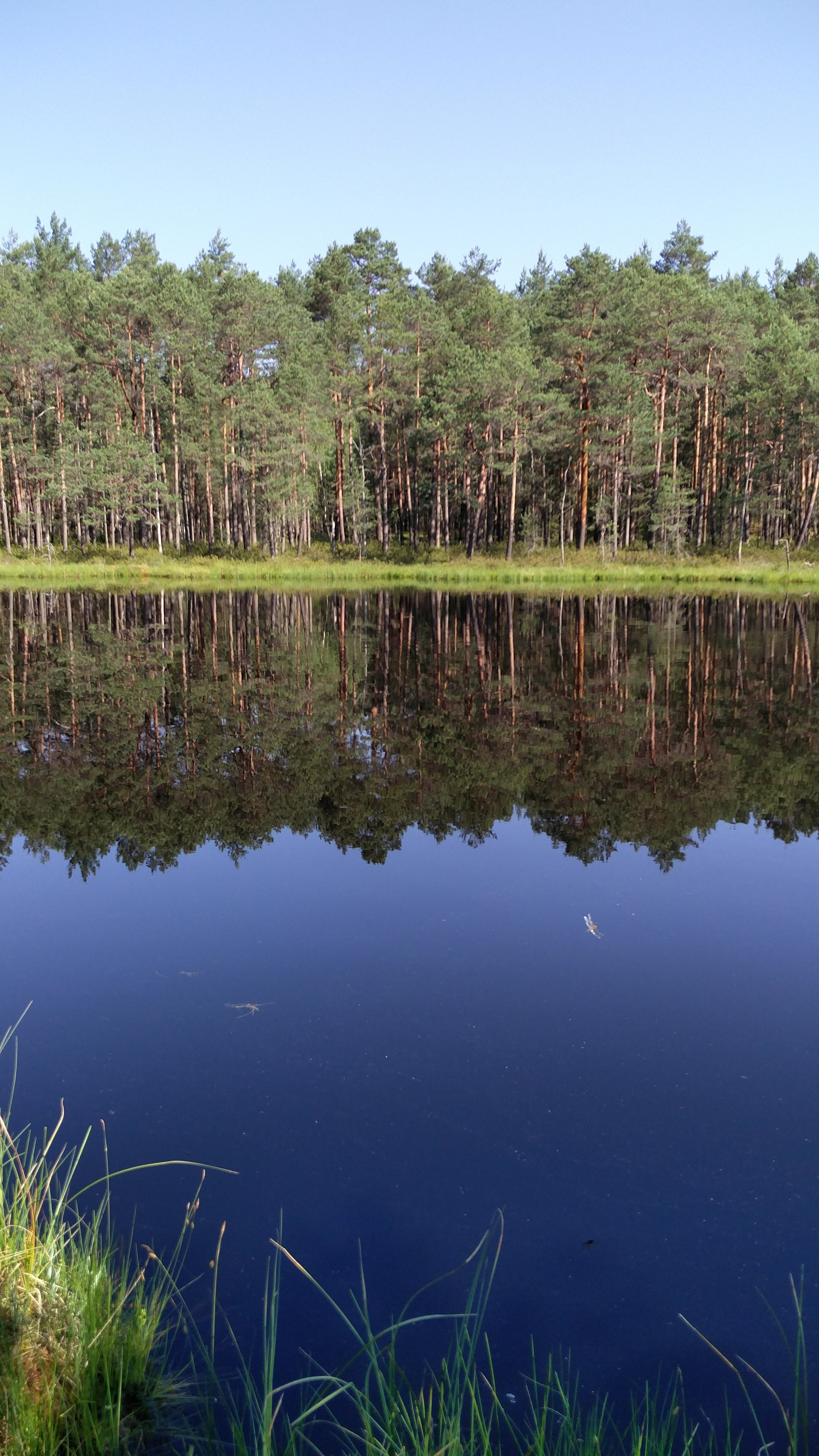